# Pirofosfat
Pirofosfati (difosfati) su anjoni, soli, i estri pirofosforne kiseline. Kao prehrambeni aditivi, difosfati su poznati kao E450.

## Hemija
Pirofosfati se mogu pripremiti zagrevanjem fosfata (grč. pyro - vatra). Pirofosfati su dobar kompleksirajući agens i imaju mnoštvo industrijskih primena. Pirofosfat je prvi član familije polifosfata.
Termin pirofosfati je takođe ime estara formiranih kondenzacije fosforilisanih bioloških jedinjenja sa neorganskim fosfatom kao što jedimetilalil pirofosfat. Ova veza je visoko energetska fosfatna veza.
Sintezu tetraetil pirofosfata je prvi opisao 1854. Filip de Klermont.

## Biohemija
Pirofosfati su veoma važni u biohemiji. Anjon  se formira u ćelijama hidrolizom -a u .
Na primer, kad se nukleotid ugradi u rastući DNK ili RNK lanac posredstvom polimeraza oslobađa se pirofosfat. Pirofosforoliza je suprotna reakciji polimerizacije. U njoj pirofosfat reaguje sa 3'-nukleotid monofosfatom (NMP ili dNMP), koji se uklanja iz oligonukleotida uz oslobađanje korespondirajućeg trifosfata (dNTP iz DNK, ili NTP iz RNK).
Pirofosfatni anjon je anhidrid fosfata. On je nestabilan u vodenom rastvoru i hidrolizuje se neorganske fosfate:
ili u biološkoj notaciji:
U odsustvu enzimatske katalize, reakcije hidrolize jednostavnih polifosfata kao što je pirofosfat, linearni trifosfat, ADP, i ATP normalno teku izuzetno sporo u svim izuzev visoko kiselih sredina.

## Spoljašnje veze
- Pyrophosphates на 